# Ota Zaremba
Otakar Zaremba, detto "Ota" (Havířov, 22 aprile 1957), è un ex sollevatore cecoslovacco che ha gareggiato nella categoria dei pesi massimi primi (fino a 100 kg.).

## Carriera
Ota Zaremba conquistò la medaglia d'oro alle Olimpiadi di Mosca 1980 con 395 kg. nel totale, battendo il sovietico Igor' Nikitin (392,5 kg.) ed il cubano Alberto Blanco (385 kg.), diventando il primo campione olimpico della categoria dei pesi massimi primi, che in quell'edizione dei Giochi fece il suo debutto olimpico, venendo poi eliminata dal programma olimpico dopo i Giochi di Atlanta 1996. La competizione olimpica di sollevamento pesi dei Giochi di Mosca 1980 era valida anche come Campionato mondiale.
Si ritirò dalle competizioni nel 1987 dopo aver subìto diversi infortuni che ne limitarono la carriera di sollevatore.
Nel 1981 Zaremba realizzò tre record mondiali della stessa categoria, di cui due nella prova di strappo ed uno nel totale.